# Šarlota Brunšvicko-Lüneburská
Šarlota Brunšvicko-Lüneburská (Charlotte Felicity; 8. března 1671 Hannover  – 29. září 1710 Modena) byla německá šlechtična. Narodila se do hannoverské dynastie a později se provdala do rodu Este. Sňatkem se stala modenskou vévodkyní. 

## Život
Narodila se zámku Herrenhausen v Hannoveru jako nejstarší přeživší dcera Jana Bedřicha Brunšvicko-Lüneburského a Benedikty Jindřišky Falcko-Simmernské.
Dospělosti se z jejích sourozenců dožila pouze Amálie Vilemína, která se provdala za císaře Josefa I. Habsburského.
Šarlota se 11. února 1696 v Modeně provdala za Rinalda d'Este. Rinaldo byl nejmladším dítětem modenského vévody Františka I. a jeho třetí manželky Lukrécie Barberini. Rinaldo se měl stát v roce 1685 kardinálem, opustil však církev a stal se následníkem svého synovce, modenského vévody Františka II. Rinaldo chtěl podpořit vztahy mezi Modenou s Brunšvickem, kde vládla Hannoverská dynastie. Svatba v Modeně byla navzdory finančním problémům oslavována skvěle. Umělec Marcantonio Franceschini byl na počest sňatku pověřen malbou místnosti, Salone d'onore ve vévodském paláci.
Šarlota v roce 1702 prchla se zbytkem modenské rodiny z Modeny do Bologny, aby se vyhnula francouzským vojskům v Itálii, která zde byla z důvodu Války o španělské dědictví.
Její manžel byl o šestnáct let starší než ona, přesto spolu měli sedm dětí. Po její smrti se nejstarší syn František, dědic vévodství v roce 1721 oženil se Šarlotou Aglaé Orleánskou, dcerou Filipa II. Orleánského, regenta za nezletilého Ludvíka XV. Šarlotina dcera Enrichetta se poprvé provdala v roce 1727 za parmského vévodu Antonia Farnese a podruhé za Leopolda Hesensko-Darmstadtského.
Šarlota zemřela ve vévodském paláci v Modeně v září 1710 při porodu dcery. Dítě zemřelo rovněž. Byla pohřbena v kostele San Vincenzo v Modeně.

## Potomci
- Benedetta (1697–1777); zemřela neprovdaná a bezdětná
- František III. d'Este (1698–1780) ⚭ 1721 Šarlota Aglaé Orleánská (1700–1761); ⚭ 1761 Tereza Castelbarco; ⚭ 1769 Renata Tereza d'Harrach (poslední dva sňatky byly morganatické)
- Amálie Giuseppina d'Este (1699–1778)
- Gian Federico d'Este (1700–1727)
- Enrichetta d'Este (1702–1777) ⚭ 1727 vévoda z Parmy a Piacenzy Antonín Parmský (1679–1731)
- Klementina d'Este (1708)
- dcera (1710)

## Tituly a oslovení
- 8. března 1671 – 11. února 1696: Její Jasnost vévodkyně Šarlota Brunšvicko-Lüneburská
- 11. února 1696 – 29. září 1710: Její Královská Výsost vévodkyně z Modeny a Reggia